# Haaksgronden
De Haaksgronden is de naam voor het gebied voor de Nederlandse Noordzeekust waar de zandbanken Noorderhaaks en Zuiderhaaks liggen.
In de zestiende eeuw bestonden de Haaksgronden uit vier zandbanken omdat Zuiderhaaks toen bestond uit drie verschillende zandbanken. De Haaksgronden waren in de negentiende eeuw berucht omdat er honderden schepen op zijn vastgelopen. Op lucht- en satellietfoto's zijn de Haaksgronden bij laag water en helder weer  herkenbaar als eilandjes in de Noordzee vlak ten noorden en zuiden van de hoofdstroom in en uit het Marsdiep.
De hele omgeving is erg aan verandering onderhevig, de locatie en afmetingen van de diverse zandplaten zoals de Zuiderhaaks, Noorderhaaks, Razende Bol en de Onrust variëren nogal in de tijd, soms voegen platen samen of splitsen juist op en de huidige Zuiderhaaks komt uit het niets weer opzetten.
De Haaksgronden vormen de buitendelta van het Marsdiep, het zeegat dat Texel van Den Helder scheidt. De ligging van de banken is door de zeestroming niet stabiel. Met name de geul tussen Texel en de Noorderhaaksgronden is in de loop der eeuwen verscheidene keren verzand, waardoor Texel ter plaatse een stuk groter werd. In de breder geworden middengeul ontstaat daardoor een nieuwe zandbank.
Vergelijkbare processen hebben op Terschelling, na verzanden van de geul tussen de Noordsvaarder en Terschelling het Groene Strand opgeleverd en recentelijk bij Ameland de strandhaak.